# Javier Recio
Javier Recio Delgado (Madrid, España, 19 de noviembre de 1972) es un exfutbolista y director deportivo español que se desempeñaba como mediocampista. 

## Trayectoria

### Como futbolista
Su carrera como futbolista la inició en las categorías inferiores del Real Madrid y después jugó en diferentes equipos como el Leganés y Celta B. 
En 1997 obtiene su primera experiencia internacional al fichar por el Penafiel de Portugal y luego por el St. Johnstone de Escocia. Posteriormente regresa a España a jugar en Algeciras, Lorca, Terrassa, Badalona y Sant Andreu, este último en el cual se retiró y en donde comenzó a trabajar en el seguimiento y captación de nuevos talentos del fútbol, subsiguientemente estuvo dos temporadas haciendo las mismas labores en el Real Madrid, llegando a convertirse en el jefe de las zonas de Baleares, Cataluña y Levante.

### Como director deportivo
En verano 2016 asume el cargo como director deportivo del RCD Mallorca, pero abandonó el club cuatro años después. Posteriormente el 17 de agosto de 2020 es confirmado como el nuevo director deportivo del Bolívar de Bolivia.
El 26 de agosto de 2021, el club boliviano decidió no renovar su contrato al director deportivo madrileño.
El 30 de mayo de 2023, se anuncia su fichaje por el Real Murcia de Primera Federación.
El Real Murcia informa el miércoles 19 de junio de 2024 de su despido disciplinario.

## Clubes

### Como futbolista
| Club          | País     | Año         |
| ------------- | -------- | ----------- |
| Real Madrid C | España   | 1994        |
| Real Madrid B | España   | 1994 - 1995 |
| CD Leganés    | España   | 1996        |
| Celta B       | España   | 1996        |
| FC Penafiel   | Portugal | 1997        |
| St. Johnstone | Escocia  | 1998        |
| Algeciras CF  | España   | 1999        |
| Lorca CF      | España   | 1999 - 2000 |
| Terrassa FC   | España   | 2001 - 2003 |
| CD Leganés    | España   | 2004        |
| CF Badalona   | España   | 2005 - 2006 |
| Sant Andreu   | España   | 2007        |

### Como director deportivo
| Club           | País    | Año         |
| -------------- | ------- | ----------- |
| RCD Mallorca   | España  | 2016 - 2020 |
| Bolívar        | Bolivia | 2020 - 2021 |
| Real Murcia CF | España  | 2023 - 2024 |